# Tavis Smiley
Tavis Smiley, född 13 september 1964 i Gulfport, Mississippi, är en amerikansk författare, journalist, politisk kommentator och talkshow-värd.